# Acanthopachylus aculeatus
Genre
Synonymes
- Heteropachyloidellus Mello-Leitão, 1927
- Guascaia Mello-Leitão, 1935

Espèce
Synonymes
- Gonyleptes aculeatus Kirby, 1819
- Gonyleptes acanthurus Perty, 1833
- Gonyleptes robustus Holmberg, 1876
- Pachylus mesopotamogalis Weyenbergh, 1878
- Pachyloidellus tricalcaratus Roewer, 1923
- Heteropachyloidellus dimorphicus Mello-Leitão, 1927
- Heteropachyloidellus paucigranulatus Mello-Leitão, 1931
- Heteropachyloidellus serrulatus Mello-Leitão, 1931
- Heteropachyloidellus marginatus Mello-Leitão, 1932
- Guascaia ypsilonota Mello-Leitão, 1935
- Heteropachyloidellus robustus Roewer, 1943

Acanthopachylus aculeatus, unique représentant du genre Acanthopachylus, est une espèce d'opilions laniatores de la famille des Gonyleptidae.

## Distribution
Cette espèce se rencontre en Argentine, en Uruguay, au Paraguay et au Brésil.

## Description
Le mâle décrit par Roewer en 1913 mesure 9 mm et la femelle 9 mm.

## Systématique et taxinomie
Cette espèce a été décrite sous le protonyme Gonyleptes aculeatus par Kirby en 1819. Elle est placée dans le genre Acanthopachylus par Roewer en 1913.

## Publications originales
- Kirby, 1819 : « A century of insects, including several new genera described from his Cabinet. » Transactions of the Linnean Society of London. Zoology, vol. 12, p. 375–453 (texte intégral).
- Roewer, 1913 : « Die Familie der Gonyleptiden der Opiliones-Laniatores. » Archiv für Naturgeschichte, sér. A, vol. 79, no 4, p. 1–256 (texte intégral).